# Сакапультекский язык
Сакапультекский — один из майяских языков. Распространён главным образом в муниципалитете Сакапулас гватемальского департамента Киче. Число носителей составляет около 15 000 человек (по данным SIL на 2006 год), другие источники называют цифру около 10 000 человек. Наиболее родственен сакапультекскому язык киче.